# Finn Savery
Finn Savery (* 24. Juli 1933; † 15. November 2024) war ein dänischer Musiker, der sowohl im Bereich des Jazz als auch der Klassik hervorgetreten ist.

## Leben und Wirken
Savery war ein Sohn des Pianisten und Musikpädagogen Carl Maria Savery (1897–1969). Zwischen 1953 und 1960 studierte er Klassische Musik am Königlich Dänischen Konservatorium; er besuchte auch die Darmstädter Ferienkurse und wurde durch Pierre Boulez inspiriert. Als Jazzpianist und Vibraphonist spielte er in verschiedenen dänischen Jazzbands, zunächst bei Max Brüel. Die Musik seines eigenen Oktetts war teils durch eigene Third-Stream-Kompositionen wie Dualism (1961) geprägt. 1962 leitete er die Aufführungen des Musicals Teenage Love von ihm und Ernst Bruun Olsen, für das er auch arrangierte. Er schrieb Kompositionen für Theater, Fernsehen und Film, aber auch einige serielle Kompositionen. In den 1970er Jahren schrieb er die Kantate Again and Again (1971), aber auch Kinderlieder. Für seine Trilogie Ringlek, Psalm and Kringellek (1974–1977) griff er auf Volksmelodien zurück.
Als Jazzmusiker leitete er ein Trio mit Mads Vinding und Bjarne Rostvold, in dem er zunächst den Sound des Synthesizers und dann die Musik von Airto Moreira und Milton Nascimento erkundete. Auch arbeitete er mit Erik Moseholm und der Danish Radio Jazz Group, mit Jørn Elniff und Marilyn Mazur zusammen. Als Pianist führte er auch eigene klassische Kompositionen auf.

## Diskographische Hinweise
- New York Series (1975)
- Waveform (1978)
- Many Moments (1982)